# Annie (pel·lícula de 1982)
Annie és una pel·lícula de 1982 dirigida per John Huston i amb coreografia per Arlene Phillips; música de Charles Strouse, lletra de Martin Charnin, i escrita per Thomas Meehan. Protagonitzada per Albert Finney, Carol Burnett, Bernadette Peters, Ann Reinking i Tim Curry. La pel·lícula és una adaptació del musical de 1977 del mateix nom. Ha estat doblada al català.

## Repartiment
- Albert Finney com Oliver Warbucks.
- Carol Burnett com Agatha Hannigan.
- Tim Curry com Rooster Hannigan.
- Bernadette Peters com Lily St. Regis
- Ann Reinking com Grace Farrell.
- Edward Herrmann com el president Franklin Delano Roosevelt.
- Aileen Quinn com Annie.
- Steven Kynman com Steve.
- Geoffrey Holder com Panjab.
- Roger Minami com Asp.
- Toni Ann Gisondi com Molly.
- Rosanne Sorrentino com Pepper.
- Lara Berk com Tessie.
- April Lerman com Kate.
- Robin Ignico com Duffy.
- Lucie Stewart com July.
- Lois de Banzie com Eleanor Roosevelt.
- Peter Marshall com Bert Healy.
- Irving Metzman com Sr. Bundles
- I. M. Hobson com Drake.
- Colleen Zenk Pinter com Ceceil.
- Mavis Ray com la senyora Greer
- Pamela Blair com Annette.
- Lu Leonard com la senyora Pugh
- Victor Griffin com Saunders.
- Jerome Collamore com Frick.
- Jon Richards com Frack.

## Banda sonora
1. "Tophans"
2. "I Think I'm Going To Like It Here" - Grace, Annie, Steve, Warbucks' Staff
3. "Little Girls" - Miss Hannigan
4. "Maybe" - Pepper, July, Duffy, Tessie, Kate
5. "Let's Go to the Movies" - Annie, Steve, Warbucks, Grace, Chorus
6. "We Got Annie" - Grace, Mrs. Pugh, Punjab, Asp, Servants
7. "Sign" - Warbucks, Miss Hannigan
8. "You're Never Fully Dressed Without a Smile" - Bert, Boylan Sisters
9. "You're Never Fully Dressed Without a Smile (Reprise)" - Orphans
10. "Easy Street" - Rooster, Lily, Miss Hannigan
11. "Tomorrow (White House Version)" - Annie, Steve, Warbucks, Srs. Roosevelt FDR
12. "Maybe (Reprise)" - Warbucks
13. "Finale (I Don't Need Anything But You / We Got Annie / Tomorrow)" - Annie, Steve, Warbucks, Company